# G&T (webserie)
G&T es una webserie italiana con gran éxito de YouTube, creada por los actores Francesco D'Alessio y Matteo Rocchi. Está compuesta por 3 temporadas de 13 y 14 episodios respectivamente. La serie está producida por RtaMovie, una asociación teatral y cinematográfica de Turín.

## Argumento
G&T cuenta la historia de amor entre dos amigos de infancia y adolescencia, Giulio y Tommaso. El primero es abiertamente gay con una importante historia en su llevar y el segundo es heterosexual, y comprometido con su novia de la secundaria.

## Desarrollo
El título de la serie puede entenderse simplemente como un acrónimo de los nombres de los dos protagonistas (Giulio e Tommaso), pero también se puede jugar con la palabra inglesa get: es decir conseguir, obtener, llegar, tomar.
La serie, vio la luz en la plataforma de la página web Gay.it. En sus inicios, la serie tenía más de 30 millones de visitas en Youtube, aumentando a más a medida que la serie fue subtitulada en varios idiomas.

## Premios y nominaciones
La serie ha participado en varios festivales nacionales, tales como Roma Web Fest y el Festival Internacional de cine de Salento LGBT y como la LA Web Series Festival, donde los actores Matteo Rocchi y Valeria Tardivo ganaron dos premios por sus actuaciones.
En enero de 2015, dos importantes sitios LGBT británicos nominaron a G & T la mejor serie web temática LGBT de 2014.